# Im pokorjajetsja nebo
Im pokorjajetsja nebo (russisk: Им покоряется небо) er en sovjetisk spillefilm fra 1963 af Tatjana Lioznova.

## Medvirkende
- Nikolaj Rybnikov som Koltjin
- Vladimir Sedov som Sjarov
- Svetlana Svetlitjnaya som Nina Koltjina
- Jevgenij Jevstignejev
- Oleg Zjakov som Basargin